# Quiahuiztlán
Quiahuiztlán est un site archéologique et une ancienne ville totonaque de l'État de Veracruz, au Mexique. 
Il est situé dans la municipalité d'Actopan sur le Cerro de los Metates, près de la ville côtière de Villa Rica.
Le nom du site est d'origine nahuatl, il est composé de « Quiahui », pluie et de « tlan », lieu ; ainsi Quiahuiztlán ou Quiahuixtlan signifie « Le lieu de la pluie ». 
Il s'agissait d'une ville d'environ 16 000 habitants. Dans un cimetière ont été trouvés les restes de 78 tombes disposées en trois cimetières principaux. Forteresse, tous les contreforts de la colline étaient entourés de murs défensifs de différentes tailles.

## Histoire
Depuis l'époque précéramique, des groupes humains existaient à Rancho Nuevo, Roca Escondida et dans d'autres endroits de la bande côtière centrale du golfe. Son développement est connu grâce à la découverte de céramiques similaires à celle de Tehuacán, considérée comme l'une des plus anciennes du Mexique. Au Préclassique moyen, ces hommes subissent l'influence de la culture olmèque, qui produit les éléments caractéristiques du groupe totonaque. Le territoire totonaque couvrait les montagnes de Puebla et les plaines côtières. Ses « frontières » variaient au fil du temps du nord au sud, de la rivière Cazones au Papaloapan.
Les éléments culturels totonaques se sont enrichis à l'époque classique (Ier siècle av. J.-C. - IXe siècle apr. J.-C.) grâce à l'influence de Teotihuacán. 
À l'époque épiclassique (800 av. J.-C.-900), en raison de la présence militariste du nord représentée par des groupes de chasseurs et de cueilleurs, les sites sont abandonnés. Les habitants se protégent dans des lieux géographiquement adaptés ; par exemple, dans les ravins profonds qui prennent leur source sur le versant oriental de la Sierra Madre, ou dans des endroits élevés difficiles d'accès, comme dans le cas de Quiahuiztlán. Les habitants de Quiahuiztlán ont partiellement adapté les zones du Cerro Bernal grâce à des terrasses. Celles-ci avaient une double fonction : elles servaient de points de contrôle pour les espaces gagnés sur les collines, empêchant la fuite de la terre accumulée et, en même temps, elles étaient des murs défensifs qui rendaient l'accès difficile aux envahisseurs. Cependant, le succès n'a pas été total. À deux reprises, elles sont envahies et soumises par des peuples des hauts plateaux mésoaméricains.
La première invasion a lieu au crépuscule de 800. La présence toltèque dans la région est donc indéniable. Ses restes ont été retrouvés dans une structure sous-jacente du cimetière oriental et dans les sous-structures des plus grands bâtiments du complexe du cimetière. La technique de construction a été soignée. Sur les façades, de petites pierres bien taillées en forme de prisme rectangulaire servaient de blocs parfaitement attachés, qui étaient ensuite recouverts de stuc d'une dureté notable.
La deuxième invasion a lieu au début des années 1400 et a été menée par les Aztèques. Le toit principal des bâtiments et les cimetières avec mausolées correspondent à cette époque, caractéristiques distinctives de cette zone. Les spécialistes soulignent qu'à l'arrivée des Espagnols, environ 15 000 habitants vivaient dans la région.
Les voyages de Juan de Grijalva puis celui d'Hernán Cortés permettent aux Espagnols de découvrir le site. Au cours du voyage de Cortés, une église et une enceinte fortifiée sont construites dans la plaine proche de la rade et des collines environnantes, appelée Villa Rica de la Vera Cruz, considérée comme le premier site hispanique du Mexique. À Quiahuiztlán, une alliance est conclue entre les Européens et 30 peuples totonaques, ce qui facilite considérablement la conquête du Mexique.
Selon les données obtenues grâce aux recherches archéologiques, la ville est abandonnée lors de la conquête puis repeuplée par des tribus nomades.